# Хірадо (Нагасакі)
Хіра́до (яп. 平戸市, ひらどし, МФА: [çiɾado ɕi̥]?) — місто в Японії, в префектурі Нагасакі.     Отримало статус міста 1955 року. Площа становить 235,63 км². Станом на 1 серпня 2011 року населення складало 34 270  осіб, густота населення — 145 осіб/км².     

## Клімат
Місто знаходиться у зоні, котра характеризується вологим субтропічним кліматом. Найтепліший місяць — серпень із середньою температурою 25.6 °C (78 °F). Найхолодніший місяць — січень, із середньою температурою 5.6 °С (42 °F).
| Клімат Хірадо           | Клімат Хірадо | Клімат Хірадо | Клімат Хірадо | Клімат Хірадо | Клімат Хірадо | Клімат Хірадо | Клімат Хірадо | Клімат Хірадо | Клімат Хірадо | Клімат Хірадо | Клімат Хірадо | Клімат Хірадо | Клімат Хірадо |
| Показник                | Січ.          | Лют.          | Бер.          | Квіт.         | Трав.         | Черв.         | Лип.          | Серп.         | Вер.          | Жовт.         | Лист.         | Груд.         | Рік           |
| Середній максимум, °C   | 8             | 9             | 12            | 16            | 20            | 23            | 27            | 29            | 25            | 21            | 16            | 11            | 18            |
| Середня температура, °C | 6             | 6             | 9             | 13            | 17            | 21            | 25            | 26            | 23            | 18            | 13            | 8             | 15            |
| Середній мінімум, °C    | 3             | 4             | 6             | 10            | 14            | 18            | 23            | 23            | 20            | 15            | 11            | 6             | 12            |
| Норма опадів, мм        | 73            | 86            | 124           | 187           | 187           | 329           | 289           | 191           | 228           | 103           | 88            | 78            | 1963          |
| ----------------------- | ------------- | ------------- | ------------- | ------------- | ------------- | ------------- | ------------- | ------------- | ------------- | ------------- | ------------- | ------------- | ------------- |
| Джерело: Weatherbase    |               |               |               |               |               |               |               |               |               |               |               |               |               |

## Історія
У 1587–1871 роках містечко Хірадо було центром автономного уділу Хірадо, що належав самурайському роду Мацура.
Хірадо отримав статус міста 1 січня 1955 року.